# Templet i Barbar
Templet i Barbar är ett fornminne beläget i byn Barbar i Bahrain som anses tillhöra Dilmunkulturen. Det senaste av de tre templen i Barbar upptäcktes av danska arkeologer 1954. Ytterligare två tempel finns på platsen. Templen byggdes ovanpå varandra av sandstensblock, som tros ha huggits på Jidda.

## Historia
De tre templen byggdes ovanpå varandra. Det första har man daterat till 3000 f.Kr. och det andra anses ha byggts 500 år efter detta. Det tredje tillkom mellan 2100 f.Kr och 2000 f.Kr.
Man tror att templen byggdes för att dyrka Enki, visdomens och dricksvattnets gud och hans fru Nankhur Sak (Ninhursag). Templet har två altare och en naturlig vattenkälla som tros ha haft en helig betydelse de troende. Under utgrävningar av platsen har många verktyg, vapen, keramik och små bitar av guld hittats. Dessa visas idag på Bahrains nationalmuseum. Det främsta fyndet var ett tjurhuvud i brons
Sedan 25 september 2001 är templet uppsatt på Bahrains tentativa världsarvslista

## Arkeologi
Platsen upptäcktes av P.V. Glob 1954. Utgrävningar av ett danskt lag lett av Hellmuth Andersen och Peder Mortensen, började samma år och pågick fram till 1962.
Sedan 2004 pågår nya utgrävningar.